# 이시와타 오사무
이시와타 오사무(일본어: 石渡 治, 1959년 5월 16일 - )는 일본의 남성 만화가다. 카나가와현 출신. 만화가 타카나시 쿠미가 아내이고, 요시모토 요시토모가 동생이다.
『B・B』로 제24회(1988년) 소학관 만화상을 수상했다.